# جیلن هادسن
جیلن هادسن (انگلیسی: Jalen Hudson؛ زادهٔ ۲۱ مهٔ ۱۹۹۶) بازیکن بسکتبال اهل ایالات متحده آمریکا است. او برای تیم لیگ ترقی ان‌بی‌ای بازی می‌کند.